# Collegio di Telford
Telford è un collegio elettorale inglese situato nello Shropshire, nelle Midlands Occidentali, rappresentato alla Camera dei comuni del Parlamento del Regno Unito. Elegge un membro del parlamento con il sistema first-past-the-post, ossia maggioritario a turno unico; l'attuale parlamentare è Shaun Davies del Partito Laburista, che rappresenta il collegio dal 2024.

## Estensione

Telford dal 2010 al 2024

Telford è costituito da diverse antiche città industriali a nord del fiume Severn e sul fianco orientale di The Wrekin (incluse Madeley, Dawley e le piccole città della gola di Ironbridge) e diverse new towns, tra cui Woodside. Tuttavia, non tutte le nuove città di Telford si trovano nel collegio; le parti settentrionali e alcune aree occidentali, inclusa la città di Wellington, si trovano nel collegio di The Wrekin.
Tutto il collegio è coperto dall'autorità di Telford and Wrekin.
- 1997-2010: i ward del distretto di The Wrekin di Brookside, Cuckoo Oak, Dawley Magna, Hollinswood/Randley, Ironbridge (The Gorge), Ketley Bank, Langley, Lawley, Madeley, Malinslee, Priorslee, Stirchley, Wombridge, Woodside e Wrockwardine Wood.
- 2010-2024: i ward del borgo di Telford and Wrekin di Brookside, Cuckoo Oak, Dawley Magna, Horsehay and Lightmoor, Ironbridge Gorge, Ketley and Oakengates, Lawley and Overdale, Madeley, Malinslee, Priorslee, St George's, The Nedge, Woodside, Wrockwardine Wood e Trench.
- dal 2024: i ward del borgo di Telford and Wrekin di Brookside, Dawley and Aqueduct, Horsehay and Lightmoor, Ironbridge Gorge, Ketley, Lawley (quasi per intero), Madeley and Sutton Hill, Malinslee and Dawley Bank, Oakengates & Ketley Bank, Overdale and The Rock, Priorslee, St. Georges, The Nedge, Woodside, Wrockwardine Wood and Trench e una piccola parte di Donnington.[1]

Nel 2010 fu aggiunta la città di Ketley, presa dal collegio di The Wrekin.

## Membri del parlamento
| Elezione | Elezione     | Deputato      | Partito      |
| -------- | ------------ | ------------- | ------------ |
|          | 1997         | Bruce Grocott | Laburista    |
| 2001     | David Wright |               | Laburista    |
|          | 2015         | Lucy Allan    | Conservatore |
|          | Mag 2024     | Lucy Allan    | Indipendente |
|          | 2024         | Shaun Davies  | Laburista    |

## Elezioni

### Elezioni negli anni 2020
| Partito                    | Partito                                           | Candidato                  | Risultati 4 luglio 2024 | Risultati 4 luglio 2024 |
| Partito                    | Partito                                           | Candidato                  | Voti                    | %                       |
| -------------------------- | ------------------------------------------------- | -------------------------- | ----------------------- | ----------------------- |
|                            | Laburista                                         | Shaun Davies               | 18 212                  | 44,71                   |
|                            | Reform UK                                         | Alan Adams                 | 10 110                  | 24,82                   |
|                            | Conservatore                                      | Hannah Campbell            | 8 728                   | 21,43                   |
|                            | Verdi                                             | John Adams                 | 2 120                   | 5,21                    |
|                            | Lib Dem                                           | Allan Bailey               | 1 560                   | 3,83                    |
|                            |                                                   |                            |                         |                         |
| Iscritti                   | Iscritti                                          | Iscritti                   | 73 808                  | 100,00                  |
| ↳ Votanti (% su iscritti)  | ↳ Votanti (% su iscritti)                         | ↳ Votanti (% su iscritti)  | 40 730                  | 55,18                   |
| ↳ Astenuti (% su iscritti) | ↳ Astenuti (% su iscritti)                        | ↳ Astenuti (% su iscritti) | 33 078                  | 44,82                   |
|                            |                                                   |                            |                         |                         |
|                            | Esito: collegio passa da Conservatore a Laburista |                            |                         |                         |

### Elezioni negli anni 2010
| Partito                    | Partito                                   | Candidato                  | Risultati 12 dicembre 2019 | Risultati 12 dicembre 2019 |
| Partito                    | Partito                                   | Candidato                  | Voti                       | %                          |
| -------------------------- | ----------------------------------------- | -------------------------- | -------------------------- | -------------------------- |
|                            | Conservatore                              | Lucy Allan                 | 25 546                     | 59,65                      |
|                            | Laburista                                 | Katrina Gilman             | 14 605                     | 34,10                      |
|                            | Lib Dem                                   | Shana Roberts              | 2 674                      | 6,24                       |
|                            |                                           |                            |                            |                            |
| Iscritti                   | Iscritti                                  | Iscritti                   | 68 921                     | 100,00                     |
| ↳ Votanti (% su iscritti)  | ↳ Votanti (% su iscritti)                 | ↳ Votanti (% su iscritti)  | 42 825                     | 62,14                      |
| ↳ Astenuti (% su iscritti) | ↳ Astenuti (% su iscritti)                | ↳ Astenuti (% su iscritti) | 26 096                     | 37,86                      |
|                            |                                           |                            |                            |                            |
|                            | Esito: collegio confermato a Conservatore |                            |                            |                            |

| Partito                    | Partito                                   | Candidato                  | Risultati 8 giugno 2017 | Risultati 8 giugno 2017 |
| Partito                    | Partito                                   | Candidato                  | Voti                    | %                       |
| -------------------------- | ----------------------------------------- | -------------------------- | ----------------------- | ----------------------- |
|                            | Conservatore                              | Lucy Allan                 | 21 777                  | 48,73                   |
|                            | Laburista                                 | Kuldip Sahota              | 21 057                  | 47,12                   |
|                            | Lib Dem                                   | Susan King                 | 954                     | 2,13                    |
|                            | Verdi                                     | Luke Shirley               | 898                     | 2,01                    |
|                            |                                           |                            |                         |                         |
| Iscritti                   | Iscritti                                  | Iscritti                   | 67 399                  | 100,00                  |
| ↳ Votanti (% su iscritti)  | ↳ Votanti (% su iscritti)                 | ↳ Votanti (% su iscritti)  | 44 686                  | 66,30                   |
| ↳ Astenuti (% su iscritti) | ↳ Astenuti (% su iscritti)                | ↳ Astenuti (% su iscritti) | 22 713                  | 33,70                   |
|                            |                                           |                            |                         |                         |
|                            | Esito: collegio confermato a Conservatore |                            |                         |                         |

| Partito                    | Partito                                           | Candidato                  | Risultati 7 maggio 2015 | Risultati 7 maggio 2015 |
| Partito                    | Partito                                           | Candidato                  | Voti                    | %                       |
| -------------------------- | ------------------------------------------------- | -------------------------- | ----------------------- | ----------------------- |
|                            | Conservatore                                      | Lucy Allan                 | 16 094                  | 39,60                   |
|                            | Laburista                                         | David Wright               | 15 364                  | 37,80                   |
|                            | UKIP                                              | Denis Allen                | 7 330                   | 18,03                   |
|                            | Verdi                                             | Peter Hawkins              | 930                     | 2,29                    |
|                            | Lib Dem                                           | Ian Croll                  | 927                     | 2,28                    |
|                            |                                                   |                            |                         |                         |
| Iscritti                   | Iscritti                                          | Iscritti                   | 66 197                  | 100,00                  |
| ↳ Votanti (% su iscritti)  | ↳ Votanti (% su iscritti)                         | ↳ Votanti (% su iscritti)  | 40 645                  | 61,40                   |
| ↳ Astenuti (% su iscritti) | ↳ Astenuti (% su iscritti)                        | ↳ Astenuti (% su iscritti) | 25 552                  | 38,60                   |
|                            |                                                   |                            |                         |                         |
|                            | Esito: collegio passa da Laburista a Conservatore |                            |                         |                         |

| Partito                    | Partito                                | Candidato                  | Risultati 6 maggio 2010 | Risultati 6 maggio 2010 |
| Partito                    | Partito                                | Candidato                  | Voti                    | %                       |
| -------------------------- | -------------------------------------- | -------------------------- | ----------------------- | ----------------------- |
|                            | Laburista                              | David Wright               | 15 977                  | 38,67                   |
|                            | Conservatore                           | Tom Biggins                | 14 996                  | 36,30                   |
|                            | Lib Dem                                | Phillip Bennion            | 6 399                   | 15,49                   |
|                            | UKIP                                   | Denis Allen                | 2 428                   | 5,88                    |
|                            | BNP                                    | Phil Spencer               | 1 513                   | 3,66                    |
|                            |                                        |                            |                         |                         |
| Iscritti                   | Iscritti                               | Iscritti                   | 65 059                  | 100,00                  |
| ↳ Votanti (% su iscritti)  | ↳ Votanti (% su iscritti)              | ↳ Votanti (% su iscritti)  | 41 313                  | 63,50                   |
| ↳ Astenuti (% su iscritti) | ↳ Astenuti (% su iscritti)             | ↳ Astenuti (% su iscritti) | 23 746                  | 36,50                   |
|                            |                                        |                            |                         |                         |
|                            | Esito: collegio confermato a Laburista |                            |                         |                         |

### Elezioni negli anni 2000
| Partito                    | Partito                                | Candidato                  | Risultati 5 maggio 2005 | Risultati 5 maggio 2005 |
| Partito                    | Partito                                | Candidato                  | Voti                    | %                       |
| -------------------------- | -------------------------------------- | -------------------------- | ----------------------- | ----------------------- |
|                            | Laburista                              | David Wright               | 16 506                  | 48,25                   |
|                            | Conservatore                           | Stella Kyriazis            | 11 100                  | 32,45                   |
|                            | Lib Dem                                | Ian Jenkins                | 4 941                   | 14,44                   |
|                            | UKIP                                   | Tom McCartney              | 1 659                   | 4,85                    |
|                            |                                        |                            |                         |                         |
| Iscritti                   | Iscritti                               | Iscritti                   | 59 282                  | 100,00                  |
| ↳ Votanti (% su iscritti)  | ↳ Votanti (% su iscritti)              | ↳ Votanti (% su iscritti)  | 34 206                  | 57,70                   |
| ↳ Astenuti (% su iscritti) | ↳ Astenuti (% su iscritti)             | ↳ Astenuti (% su iscritti) | 25 076                  | 42,30                   |
|                            |                                        |                            |                         |                         |
|                            | Esito: collegio confermato a Laburista |                            |                         |                         |

| Partito                    | Partito                                | Candidato                  | Risultati 7 giugno 2001 | Risultati 7 giugno 2001 |
| Partito                    | Partito                                | Candidato                  | Voti                    | %                       |
| -------------------------- | -------------------------------------- | -------------------------- | ----------------------- | ----------------------- |
|                            | Laburista                              | David Wright               | 16 854                  | 54,59                   |
|                            | Conservatore                           | Andrew Henderson           | 8 471                   | 27,44                   |
|                            | Lib Dem                                | Sallyann Wiggin            | 3 983                   | 12,90                   |
|                            | UKIP                                   | Nicola Brookes             | 1 098                   | 3,56                    |
|                            | Alleanza Socialista                    | Michael Jeffries           | 469                     | 1,52                    |
|                            |                                        |                            |                         |                         |
| Iscritti                   | Iscritti                               | Iscritti                   | 59 375                  | 100,00                  |
| ↳ Votanti (% su iscritti)  | ↳ Votanti (% su iscritti)              | ↳ Votanti (% su iscritti)  | 30 875                  | 52,00                   |
| ↳ Astenuti (% su iscritti) | ↳ Astenuti (% su iscritti)             | ↳ Astenuti (% su iscritti) | 28 500                  | 48,00                   |
|                            |                                        |                            |                         |                         |
|                            | Esito: collegio confermato a Laburista |                            |                         |                         |

## Risultati dei referendum

### Referendum sulla permanenza del Regno Unito nell'Unione europea del 2016
|             | Collegio | Lasciare UE % | Rimanere in UE % |
| ----------- | -------- | ------------- | ---------------- |
|             | Telford  | 67,0%         | 33,0%            |
| Inghilterra | 53,3%    | 46,7%         |                  |
| Regno Unito | 51,9%    | 48,1%         |                  |